# Robert Frager
Robert Frager (* 20. Juni 1940) ist ein US-amerikanischer Psychologe und Sufi-Meister.
Frager ist Autor bzw. Mitautor und Herausgeber mehrerer Bücher über den Sufismus (islamische Mystik). Außerdem gründete er das Institute of Transpersonal Psychology in Palo Alto (Kalifornien), in dem er auch als Professor unterrichtet.

## Veröffentlichungen
- Robert Frager, James Fadiman: Personality and Personal Growth, Harper & Row, 1976
- Robert Frager, Abraham H. Maslow: Motivation and Personality, Pearson Longman, 1987
- Robert Frager (Hrsg.): Who Am I?: Personality Types for Self Discovery, Thorson, 1994
- Robert Frager, James Fadiman: Essential Sufism, Harper San Francisco, 1997
- Robert Frager, Sheikh Muzaffer Ozak: Love is the Wine: Talks of a Sufi Master in America, Philosophical Research Society Inc., 1999
- Robert Frager: The Wisdom of Islam: An Introduction to the Living Experience of Islamic Belief and Practice, Barron’s Educational Series, 2002
- Robert Frager: Heart, Self and Soul: The Sufi Psychology of Growth Balance and Harmony, New Age Books, 2005

| Personendaten    | Personendaten                |
| ---------------- | ---------------------------- |
| NAME             | Frager, Robert               |
| ALTERNATIVNAMEN  | Frager, Ragip                |
| KURZBESCHREIBUNG | US-amerikanischer Psychologe |
| GEBURTSDATUM     | 20. Juni 1940                |